# Oligosarcus macrolepis
Oligosarcus macrolepis är en fiskart som först beskrevs av Steindachner, 1877.  Oligosarcus macrolepis ingår i släktet Oligosarcus och familjen Characidae. Inga underarter finns listade i Catalogue of Life.